# Зилаирский сельсовет (Зилаирский район)
Зилаирский сельсовет — муниципальное образование в Зилаирском районе Башкортостана России.

## История
Согласно Закону о границах, статусе и административных центрах муниципальных образований в Республике Башкортостан имеет статус сельского поселения.

## Население
| 2002  | 2009  | 2010  | 2012  | 2013  | 2014  | 2015  |
| ----- | ----- | ----- | ----- | ----- | ----- | ----- |
| 6492  | ↗6726 | ↘5989 | ↘5961 | ↘5870 | ↘5717 | ↘5640 |
| 2016  | 2017  | 2018  |       |       |       |       |
| →5640 | ↘5580 | ↗5631 |       |       |       |       |

## Состав сельского поселения
| № | Населённый пункт       | Тип населённого пункта       | Население |
| - | ---------------------- | ---------------------------- | --------- |
| 1 | Зилаир                 | село, административный центр | ↗5761     |
| 2 | Петровка               | село                         | ↘147      |
| 3 | Анновка                | деревня                      | ↘132      |
| 4 | Васильевка             | деревня                      | ↗66       |
| 5 | Владимиро-Николаевский | хутор                        | ↘27       |
| 6 | Новопреображенский     | хутор                        | ↘23       |
| 7 | Талиха                 | хутор                        | ↗9        |
| 8 | Благовещенский         | хутор                        | →0        |